# Tad Krzanowski
Tadeusz M. Krzanowski detto Tad (Krosno, ...) è un inventore e tecnico per effetti speciali cinematografici polacco.

## Biografia
Noto in particolare per le sue ricerche pionieristiche nel campo del micromodellismo applicato agli effetti speciali, ha vinto nel 1988 l'Oscar Technical Achievement Award per lo sviluppo di un modello di attrezzatura con supporto a cavi per il controllo dei movimenti delle miniature utilizzate per gli effetti speciali cinematografici, che aveva sviluppato l'anno precedente per il film di Steven Spielberg Miracolo sull'8ª strada.
Krzanowski ha collaborato alla realizzazione di vari altri film, per un totale di 51, tra cui: Ritorno al futuro - Parte II, Ritorno al futuro - Parte III, Il domani non muore mai, Godzilla, U-571, Independence Day, Amistad e Caccia a Ottobre Rosso. Ha fatto parte del cast di animazione dei Muppets per il film Giallo in casa Muppet. Vive e lavora a Los Angeles, in California.

## Premi
1988 Premio Oscar
Oscar Technical Achievement Award "per lo sviluppo di un modello di attrezzatura con supporto a cavi utilizzato per controllare i movimenti delle miniature negli effetti speciali" ("for the development of a Wire Rig Model Support Mechanism used to control the movements of miniatures in special effects").